# Cantone di Cahors-1
Il Cantone di Cahors-1 è una divisione amministrativa dell'Arrondissement di Cahors.
È stato costituito a seguito della riforma approvata con decreto del 13 febbraio 2014, che ha avuto attuazione dopo le elezioni dipartimentali del 2015.

## Composizione
Comprende parte della città di Cahors e i comuni di:
- Mercuès
- Pradines